# N218 (België)
De N218 is een gewestweg in de Belgische provincie Vlaams-Brabant bij de plaats Overijse en verbindt de N4 met de N253. De totale lengte van de weg bedraagt ongeveer 1 kilometer.